# Eucera pusilla
Eucera pusilla là một loài Hymenoptera trong họ Apidae. Loài này được Morawitz mô tả khoa học năm 1875.